# Arvicanthini
Arvicanthini — триба мишоподібних гризунів родини мишових (Muridae).

## Таксономія
Таксон запропонованували створити у 2001 році Дюкроз, Волобуєв i Гранжон, але не було формального опису. У 2008 році Лекомпте та ін. офіційно опублікували опис триби. Згідно з філогенетичним аналізом триба сформувалася у пізньому міоцені, 9,3-7,4 млн років тому.

## Роди
- Aethomys
- Arvicanthis
- †Canariomys
- Dasymys
- Dephomys
- Desmomys
- Golunda
- Grammomys
- Hadromys
- Hybomys
- Lamottemys
- Lemniscomys
- †Malpaisomys
- Micaelamys
- Micalaemys
- Mylomys
- Oenomys
- Pelomys
- †Proaethomys
- Rhabdomys
- †Stephanomys
- Stochomys
- Thallomys
- Thamnomys